# فيرينك زولتان مولنار
فيرينك زولتان مولنار (بالإنجليزية: Frankie Zoly Molnar)‏ هو عسكري أمريكي، ولد في 14 فبراير 1943 في لوغان في الولايات المتحدة، وتوفي في 20 مايو 1967 في فيتنام الجنوبية.